# Damak (Hongarije)
Damak is een plaats (község) en gemeente in het Hongaarse comitaat Borsod-Abaúj-Zemplén. Damak telt 245 inwoners (2001).